# Pericyma mendaciella
Pericyma mendaciella är en fjärilsart som beskrevs av Embrik Strand 1917. Pericyma mendaciella ingår i släktet Pericyma och familjen nattflyn. Inga underarter finns listade i Catalogue of Life.